# NGC 2551
NGC 2551 ist eine Spiralgalaxie vom Hubble-Typ Sa im Sternbild Giraffe am Nordsternhimmel. Sie ist schätzungsweise 110 Millionen Lichtjahre von der Milchstraße entfernt und hat einen Durchmesser von etwa 50.000 Lichtjahren.

Im selben Himmelsareal befinden sich die Galaxien NGC 2544 und NGC 2550.
Die Typ-II-Supernova SN 2003hr wurde hier beobachtet.
Das Objekt wurde am 9. April 1882 von dem Astronomen Ernst Wilhelm Leberecht Tempel mit einem 28-cm-Teleskop entdeckt.